# Trizac
Trizac (oc Trijia), là một xã ở tỉnh Cantal, thuộc vùng Auvergne-Rhône-Alpes ở miền trung nước Pháp.

## Dân số
| Năm | 1962  | 1968  | 1975  | 1982 | 1990 | 1999 |
| --- | ----- | ----- | ----- | ---- | ---- | ---- |
| Dân số | 1 217 | 1 221 | 1 070 | 921  | 754  | 657  |
| From the year 1968 on: No double counting—residents of multiple communes (e.g. students and military personnel) are counted only once. |       |       |       |      |      |      |